# Brachydesmus dorsolucidus
Brachydesmus dorsolucidus är en mångfotingart som beskrevs av Pius Strasser 1940. Brachydesmus dorsolucidus ingår i släktet Brachydesmus och familjen plattdubbelfotingar. Inga underarter finns listade i Catalogue of Life.